# مورگووو
مورگووو (به بلغاری: Murgovo) یک منطقهٔ مسکونی در بلغارستان است که در شهرستان کاردژالی واقع شده‌است.